# Скверета
Скверета — деревня в Хиславичском районе Смоленской области России. Входит в состав Соинского сельского поселения. Население — 7 жителей (2007 год). 
Расположена в юго-западной части области в 26 км к юго-западу от Хиславичей, в 55 км западнее автодороги А141 Орёл — Витебск, на берегу реки Скверетянка. В 55 км восточнее деревни расположена железнодорожная станция Остёр на линии Смоленск — Рославль.

## История
В годы Великой Отечественной войны деревня была оккупирована гитлеровскими войсками в июле 1941 года, освобождена в сентябре 1943 года.